# Mecano
|  | Aquest article tracta sobre un grup musical. Si cerqueu el joc de construccions, vegeu «Meccano». |

Mecano va ser un grup espanyol de música rock dels anys 80 i principis dels 90. Estava compost per Ana Torroja (veu), Nacho Cano (programació, guitarres, teclats i veu) i José María Cano (guitarres, teclats i veu). Va sortir de la movida madrilenya.

## Història
Mecano ha venut més de 25 milions de discos en diversos països, com ara Espanya, Mèxic, Argentina o Xile, i van arribar al número 1 en diverses ocasions a França i Itàlia, gràcies als seus treballs en els seus idiomes respectius.
Inicialment, Ana Torroja i José María Cano van començar tocant cançó d'autor. Posteriorment, amb la incorporació del germà de José María, Nacho Cano, el grup va canviar el seu estil cap a un rock juvenil, amb lletres senzilles i tendents cap al comercial.
El 1991, la vocalista va desvetllar a la revista francesa Doble ela el següent: Triem el títol de Mecano per demostrar que es pot construir el que un vulgui barrejant elements de rock, flamenc, pop i soul.
El 1981 van editar el seu primer títol, Hoy no me puedo levantar, i l'any següent el seu primer disc, Mecano, amb arranjaments de Luis Cobos.
En aquest treball es troben cançons com ara Me colé en una fiesta, Maquillaje o Perdido en mi habitación. Van arribar a vendre'n 100.000 còpies en només unes setmanes, cosa molt difícil d'aconseguir aleshores. En total se'n van vendre 500.000 còpies.
El 1983 surt el segon disc, ¿Dónde está el país de las hadas?, on hi ha cançons com ara Barco a Venus o El amante de fuego. Aquest disc no va tenir tanta repercussió, però en van vendre 250.000 còpies.
L'any següent sortia Ya viene el sol amb cançons com ara Japón o Hawaii-Bombai (cançó de l'estiu de 1985), però van tocar fons en les vendes amb només 100.000 còpies.
A partir de l'àlbum Entre el cielo y el suelo (1986) van tornar a tenir èxit amb cançons com ara Hijo de la Luna o Me cuesta tanto olvidarte. En total, van aconseguir vendre més d'un milió de còpies.
L'any 1988 va sortir al carrer el disc Descanso Dominical, que va ser també un gran èxit; contenia cançons com ara Mujer contra mujer o La fuerza del destino. Van obtenir el rècord de vendes de la història a Espanya amb més d'1.300.000 còpies.
Després de tres gires seguides, van decidir prendre's un any sabàtic (1990) i l'any següent va sortir Aidalai, que va ser tot un èxit, i que contenia cançons com ara El 7 de septiembre o Una rosa es una rosa. Van aconseguir vendre'n més de 3 milions de còpies en tot el món. Després de la gira del 1992, en què Ana va contraure una laringitis, van decidir començar a fer els seus camins en solitari.
L'any 1998 van tornar amb l'àlbum Ana/José/Nacho, que contenia cançons com ara El club de los humildes o Cuerpo y corazón a més d'un recopilatori de les seves cançons més conegudes. Van vendre'n més d'un milió de còpies en tot el món.
La separació del grup es va produir en l'entrega dels premis Amigo 98. Anys després es va saber el motiu de la separació, a causa d'una malaltia que tenia el fill de José María.

## Discografia
Àlbum Mecano (1982)
1. Hoy no me puedo levantar (José María Cano / Nacho Cano) 3 min 16 s
2. No me enseñen la lección (Nacho Cano) 3 min 10 s
3. Perdido en mi habitación (Nacho Cano) 3 min 43 min
4. Cenando en París (José María Cano) 4 min 14 s
5. Maquillaje (Nacho Cano) 2 min 29 s
6. Boda en Londres (instrumental) (Nacho Cano) 3 min 23 s
7. Me colé en una fiesta (Nacho Cano) 4 min 14 s
8. La máquina de vapor (Nacho Cano) 3 min 21 s
9. Me voy de casa (Nacho Cano) 2 min 15 s
10. 254.13.26 (José María Cano) 4 min 9 s
11. El fin del mundo (Nacho Cano) 5 min 14 s
12. Sólo soy una persona (José María Cano) 1 min 46 s

Àlbum ¿Dónde está el país de las hadas? (1983)
1. ¿Dónde está el país de las hadas? (instrumental). (Nacho Cano) 2 min 56 s
2. Éste chico es una joya (Nacho Cano) 2 min 31 s
3. La bola de cristal (Nacho Cano) 3 min 23 s
4. El amante de fuego (Nacho Cano) 4 min 28 s
5. Madrid (José María Cano) 3 min 22 s
6. Barco a Venus (Nacho Cano) 3 min 19 s
7. La fiesta nacional (Nacho Cano) 3 min 29 s
8. Un poco loco (José María Cano) 3 min 22 s
9. No aguanto más (Nacho Cano) 3 min 9 s
10. Focas (José María Cano) 3 min 25 s
11. El balón (Nacho Cano) 3 min 29 s
12. El ladrón de discos (Nacho Cano) 3 min 59 s

Àlbum Ya viene el sol (1984)
1. No pintamos nada (Nacho Cano) 3 min 50 s
2. Ya viene el sol (Nacho Cano) 4 min 42 s
3. La estación (Nacho Cano) 4 min 15 s
4. Hawaii-Bombay (versió de l'álbum) (José María Cano) 4 min 10 s
5. Mosquito (Lletra i tornada: Ana Torroja', música: Nacho Cano) 4 min 22 s
6. Busco algo barato (Nacho Cano) 4 min 32 s
7. Aire (José María Cano) 4 min 9 s
8. Me río de Janeiro (José María Cano) 4 min 2 s
9. Japón (Nacho Cano) 4 min 6 s
10. El mapa de tu corazón (Nacho Cano) 3 min 23 s

Àlbum Entre el cielo y el suelo (1986)
1. Ay que pasado
2. Ángel
3. Hijo de la luna
4. 50 palabras, 60 palabras o 100
5. Te busqué
6. Me cuesta tanto olvidarte
7. No tienes nada que perder
8. Las curvas de esa chica
9. No es serio este cementerio
10. Cruz de navajas
11. Esta es la historia de un amor

Àlbum Descanso dominical (1988)
1. El cine 4 min 3 s
2. No hay marcha en Nueva York 4 min 18 s
3. Mujer contra mujer 4 min 8 s
4. Los amantes 2 min 55 s
5. La fuerza del destino 5 min 13 s
6. Quédate en Madrid 2 min 20 s
7. Laika 4 min 43 s
8. El blues del esclavo 4 min 39 s
9. "Eungenio" Salvador Dalí 5 min 28 s
10. Por la cara 3 min 8 s
11. Un año más 4 min 33 s
12. Héroes de la Antártida 5 min 8 s
13. Hermano Sol, Hermana Luna 3 min 36 s
14. Fábula 2 min 5 s

Àlbum Aidalai (1991)
1. El fallo positivo
2. El uno, el dos y el tres
3. J.C
4. Bailando salsa
5. El lago articficial
6. Tú
7. 1917
8. El 7 de septiembre
9. Una rosa es una rosa
10. Dalai lama
11. Naturaleza muerta
12. El peón del rey de negras
13. Sentía

Àlbum Ana|Jose|Nacho (1998) (recopilatori)